# Ole Gustav Gjekstad
Ole Gustav Gjekstad, née le 29 novembre 1967 à Sandefjord, est un joueur international puis entraîneur norvégien de handball.
En octobre 2024, il est nommé sélectionneur de l'équipe nationale féminine de Norvège pour succéder à l'Islandais Þórir Hergeirsson à partir de janvier 2025.

## Palmarès en tant qu'entraîneur

### En club
compétitions internationales
- Ligue des champions féminine (C1)
  - Vainqueur (4) : 2011 ; 2021, 2022 et 2023
  - finaliste (2) : 2013 et 2015
- Coupe des vainqueurs de coupe féminine (C2)
  - Vainqueur (1) : 2005
- Coupe des Challenge masculine (C4) : 
  - Finaliste (1) : 2007

compétitions nationales
- Championnat de Norvège féminin
  - Vainqueur (15) : 2000, 2001, 2002, 2003, 2005, 2011, 2012, 2013, 2014, 2015 ; 2019, 2020, 2021, 2022 et 2023
- Coupe de Norvège féminine
  - Vainqueur (13) : 2000, 2003, 2004, 2005, 2011, 2012, 2013, 2014, 2015 ; 2019, 2020, 2021 et 2022/23
- Champion de Norvège masculin :
  - Vainqueur (2) : 2007, 2008,
- Coupe de Norvège masculine :
  - Vainqueur (1) : 2008